# Bosnien

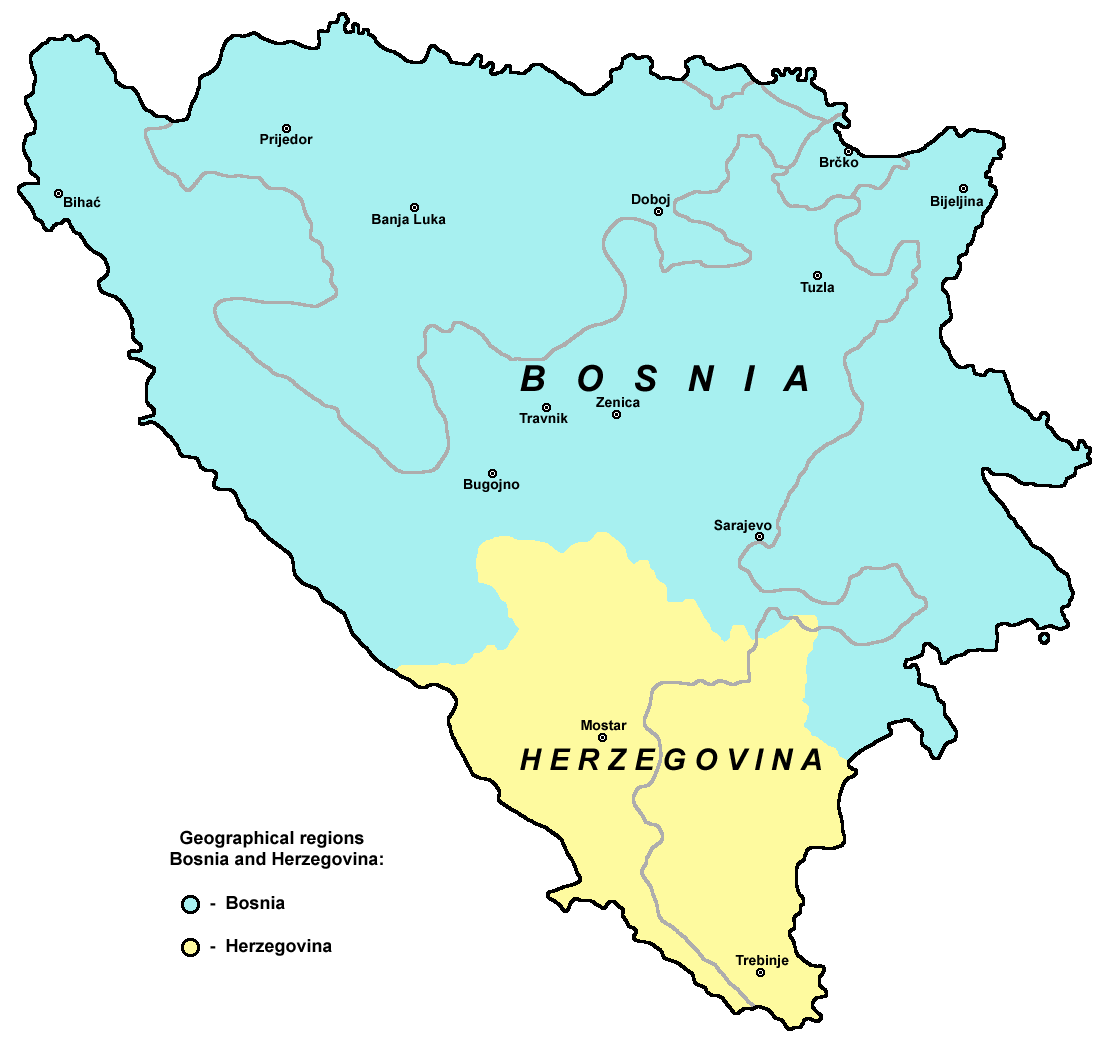
Bosnien (in blau)

Bosnien (serbokroatisch Босна Bosna) ist der nördliche und hauptsächliche Landesteil des Staates Bosnien und Herzegowina; es umfasst, bei nicht eindeutig definierter Grenzziehung zur Herzegowina, etwa 80 % des Staatsgebiets. Bosnien bildet heute keine administrative Einheit mehr, sondern ist innerhalb des Staates Bosnien und Herzegowina auf die Republika Srpska, die Föderation Bosnien und Herzegowina sowie den Distrikt Brčko aufgeteilt. Die Einwohner nennt man unabhängig von ihrer ethnischen Zugehörigkeit Bosnier; die Angehörigen der muslimischen Volksgruppe werden dagegen zur Unterscheidung von Kroaten und Serben Bosniaken genannt.
Seinen Namen bekam Bosnien vom Fluss Bosna, der bei Sarajevo entspringt, durch Zenica und Doboj fließt und bei Šamac in die Save (Sava) mündet.

## Landschaft

Landschaft bei Donji Vakuf im südwestlichen Teil Bosniens

Bosnien ist ein großteils bergiges Land mit kontinentalem Klima und teilweise sehr kalten Wintern. Die Vegetation ist im Wesentlichen typisch mitteleuropäisch. In den ausgedehnten Wäldern gibt es noch heute Wölfe, Bären und Wildschweine. Die Olympischen Winterspiele 1984 machten die Skigebiete Jahorina, Bjelašnica und Igman rund um Sarajevo weltbekannt.
Bosnien wird im Süden und Westen vom Dinarischen Gebirge und der Herzegowina begrenzt. Im Norden endet es an den Flüssen Una und Save; im Osten reicht es ungefähr bis zur Drina.
Mit Ausnahme des nördlichen Landstrichs, der sich an der Save hinzieht, ist das Land von mehr oder weniger hohen Bergketten durchzogen, deren höchste Gipfel in den Ausläufern der Dinarischen Alpen zu finden sind:
- Treskavica (2128 m)
- Bjelašnica (2067 m)
- Vranica (2070 m)
- Volujak mit dem Maglić (2386 m)
- Vlašić (1967 m) bei Travnik

Die Hauptgebirgszüge im nördlichen Bosnien erstrecken sich von Südosten nach Nordwesten und bilden hohe, langgestreckte Rückenformen sowie fruchtbare Täler. Im südlichen Bereich überwiegen Berge mit scharfem Profil und Karstcharakter, felsige Zacken und kraterförmige Kesseltäler (polje), deren meist langgestreckte Sohlen zur Regenzeit mit Wasser angefüllt werden. Im Sommer trocknen sie aus und bilden tiefe Risse. Die Randgebirge dieser Kessel erheben sich bis auf 700 bis 900 m. Sie sind kahle und zerklüftete Kalkfelsen. Statt Wald findet sich hier nur spärliches Gestrüpp.
Im Waldbereich überwiegen mitteleuropäische Bäume, wie Buchen, Fichten, Birken, Erlen und Ahorn. Über etwa 1600 m endet der Baumwuchs typischerweise und es treten alpine Kräuter auf.
Hauptfluss von Bosnien ist die Save, die eine natürliche nördliche Grenze gegen Slawonien bildet. Die Save ist schiffbar für leichte Fahrzeuge und bildet einen der wichtigsten Transportwege. Ihre größten Nebenflüsse sind die Una, der Vrbas, die Ukrina, die Bosna und die Drina, welche ihr aus südlicher Richtung zufließen. Deren Täler bilden die wichtigsten Verkehrsachsen durch Bosnien.

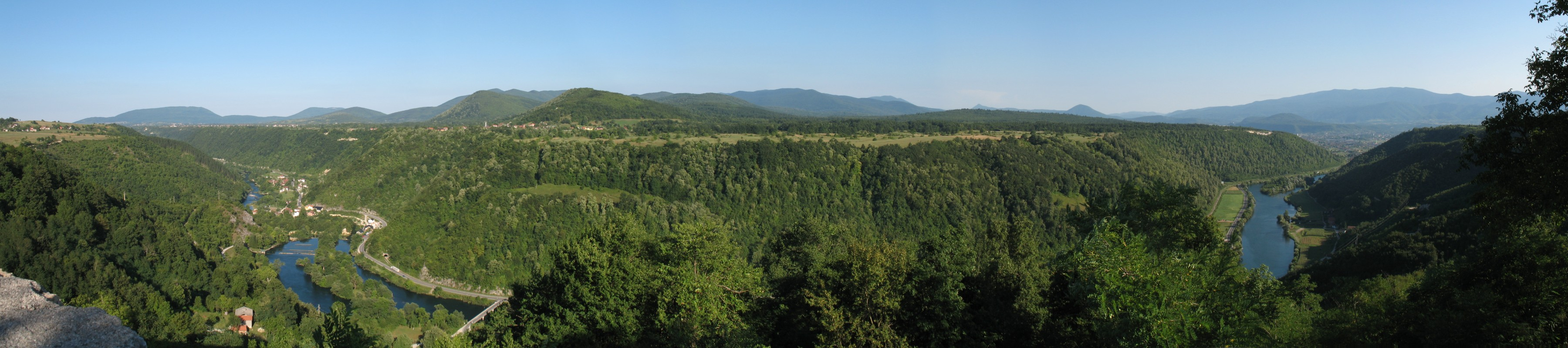
Panorama der nordwestlichen Landschaft Bosniens (Blick von Brekovica)

## Geschichte

### Frühzeit
Schon in der Antike war Bosnien ein wichtiges Transitland zwischen Adria und Donauraum, sodass sich in dem fruchtbaren und gebirgigen Land einige wohlhabende Handelsstädte herausbilden konnten. Zu dieser Zeit gehörte Bosnien zur römischen Provinz Illyricum. Von der römischen Präsenz zeugen auch heute noch viele Ausgrabungsstücke und Befestigungsanlagen.
Nach der Einwanderung der Slawen im 7. Jahrhundert stand Bosnien zumeist unter byzantinischer Herrschaft, jedoch gelang es den Fürsten, eine weitgehende Autonomie zu erwerben und zu bewahren. Später war es auch Teil des bulgarischen und serbischen Reichs sowie Teil Ungarns. Alle fremdländischen Herrschaften vermochten jedoch nicht, direkten Einfluss auf die Politik des Landes auszuüben, die Macht verblieb in den Händen des lokalen Adels und der Fürsten. Einige Teile Bosniens gehörten bis zum Jahr 1102 dem im Jahr 925 gegründeten Königreich Kroatien an.
Der Landesname Bosnien taucht erstmals um das 10. Jahrhundert auf, allerdings bezieht er sich hier nur auf das Kernland am Oberlauf der Bosna. In den Jahren 1154 bis 1463 war es meist ein selbstständiges Fürstentum bzw. später Königreich.
Der erste bekannte Herrscher über Bosnien war der aus dem zum Königreich Ungarn gehörigen Slawonien stammende Ban Borić, welcher von 1154 bis 1164 regierte. Während seiner Regierungszeit befanden sich das Königreich Ungarn und Byzanz im Krieg. Borić stellte sich auf die Seite von Ungarn, wobei er sich an der Belagerung von Braničevo beteiligte. Bei seiner Rückkehr nach Bosnien wurde er vom byzantinischen Heer geschlagen und musste fliehen.
Nach Ban Borić herrschte bis 1180 Byzanz über Bosnien. Nun kam Ban Kulin an die Macht. Er nutzte die vorübergehende Schwäche des byzantinische Reichs durch den Tod Manuel I. Komnenos’ und erkannte immer mehr die Herrschaft Ungarns an. Dies wirkte sich jedoch nicht auf die Eigenständigkeit von Bosnien aus, und Ban Kulin nahm das Gebiet der Usora und Soli ein, womit sich die Herrschaft Bosniens auf den gesamten Flusslauf der Bosna ausweitete. Wie die Eroberungen schritt auch die Ökonomie voran. Ban Kulin schloss 1189 ein Handelsabkommen mit der Republik von Dubrovnik ab, auch bekannt als Povelja Kulina bana. Dies ist eines der frühesten staatlichen Dokumente auf dem Balkan. Am Ende des 12. Jahrhunderts gab es immer mehr Anklagen gegen Ban Kulin wegen seiner Unterstützung für die Bosnische Kirche, welche als eine Häresie angesehen wurde. Dies wurde von Papst Innozenz III. sehr missbilligt, der den ungarischen König zu einem Kreuzzug gegen Bosnien überredete. Ban Kulin sah die Gefahr und nahm auf dem Bilino Polje in Zenica mit einer großen Zahl von Anhängern der bosnischen Kirche den katholischen Glauben an. Über den Nachfolger von Ban Kulin gibt es keine genauen Angaben.

### Das Haus Kotromanić

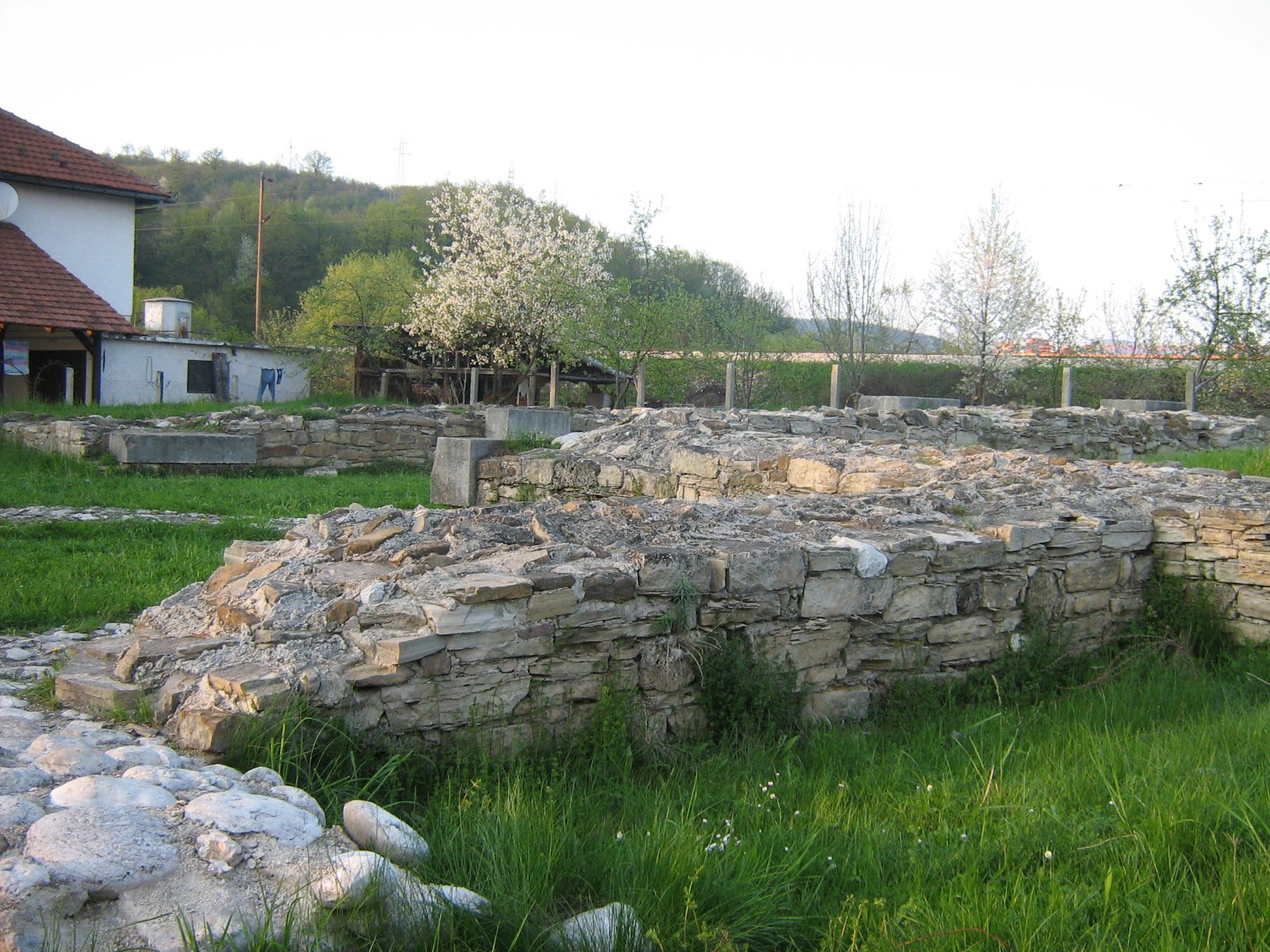
Überreste der Kirche in Mile, vermuteter Krönungsort von Tvrtko I.

In der Folge wurde das Haus Kotromanić zur herrschenden Dynastie in Bosnien, aus der Matija Ninoslav um 1230 bis 1250 als Großban von Bosnien auftritt. Er war ein Anhänger der Bogumilen, konvertierte jedoch 1233 zum Katholizismus. Er nahm nach einigen Feldzügen Livno, die Neretva-Region und Ustiprača (Novo Goražde) ein.
Nach ihm tritt ein Verwandter, Prijezda I. Kotromanić auf, der gleichfalls 1233 zum Katholizismus konvertierte, ab 1250/54 Großban von Bosnien war, 1254 als ungarischer Ban von Ober- und Nieder-Bosnien (Dolnji Kraji und Vrh Bosna) aufscheint und 1254 von König Béla IV. von Ungarn mit dem Komitat Novska belehnt wurde und 1287 verstarb.
Auf ihn folgte sein älterer Sohn Prijezda II., der 1267 Zupan von Zemunik und von 1287 bis 1290/95 Ban von Bosnien war († um 1295). Prijezda II. regierte zunächst mit Stjepan I. Kotroman zusammen. Nach ihm kam dessen Bruder Ban Stjepan I. Kotromanić († um 1314) als Ban von Ober- und Nieder-Bosnien an die Macht, geriet jedoch in der Folge in Abhängigkeit von seinem Schwiegervater, Stefan Dragutin, König von Serbien (1276–1282) und von den Fürsten von Bribir aus dem Haus Šubić.
Stjepan I. regierte nur in den Gebieten an der Drina. Dies nutzte der kroatische Ban Pavle Bribirski (Šubić) aus und nahm auch Bosnien ein. Der Sohn von Pavle Bribirski Mladen I. Šubić starb kurz, nachdem er Ban wurde. Sein Bruder Mladen II. Šubić übernahm nun die Macht. Er zog auch den späteren Ban Stjepan II. Kotromanić auf. Stjepan II. stürzte mit Hilfe von Ludwig I. von Ungarn Mladen II. und übernahm nun die Regierung. Gleichzeitig wurde er Vasall von Ludwig I., welcher auch seine Tochter Elisabeth zur Frau nahm.
Im Jahre 1377 krönte sich der bosnische Ban Stjepan Tvrtko Kotromanić – entweder in Mileševa bei Prijepolje oder in Mile bei Visoko – zum König Serbiens, Bosniens, dem Küstenland und der westlichen Länder, wodurch er in politischen Konflikt mit dem regulären Nachfolger der serbischen Königskrone Marko Mrnjavcević, der im Gebiet des heutigen Nordmazedonien herrschte, geriet. Tvrtko war der Enkel der Elisabeth Nemanjić – ein Mitglied der aus Raszien stammenden serbischen Königsdynastie der Nemanjiden, weshalb er sich als rechtmäßigen Erben der gesamtserbischen Krone betrachtete. Tvrtko I. Mutter war Jelena von Bribir aus der einflussreichen kroatischen Adelsfamilie der Šubić. Die mittelalterliche Hauptstadt und Sitz des Königs war Kraljeva Sutjeska. Markos Onkel Uglješa Mrnjavcević herrschte über die Hum, die heutige Herzegowina mit Sitz in Trebinje. Das Königreich Bosnien wurde für fast ein Jahrhundert der mächtigste Staat der Region.
1389 folgte König Stjepan Tvrtko Kotromanić dem Aufruf des serbischen Fürsten Lazar Hrebeljanović und entsandte einen Teil seines Heeres zum Amselfeld, um sich dort mit dem restlichen serbischen Heer den Osmanen entgegenzustellen.
1463 wurde Bobovac nahe Kraljeva Sutjeska von den Osmanen eingenommen. König Stjepan Tomašević wurde hingerichtet. Mit dem Tod seiner Frau Katarina Kosača-Kotromanić 1478 in Rom erlosch die bosnische Königsdynastie. Als letzte legitime Erbin der bosnischen Krone bestimmte sie in ihrem Testament vom 20. Oktober 1478 den Papst Sixtus IV. und seine Nachfolger auf dem päpstlichen Thron als Erben Bosniens und der bosnischen Krone.

### Die Osmanen

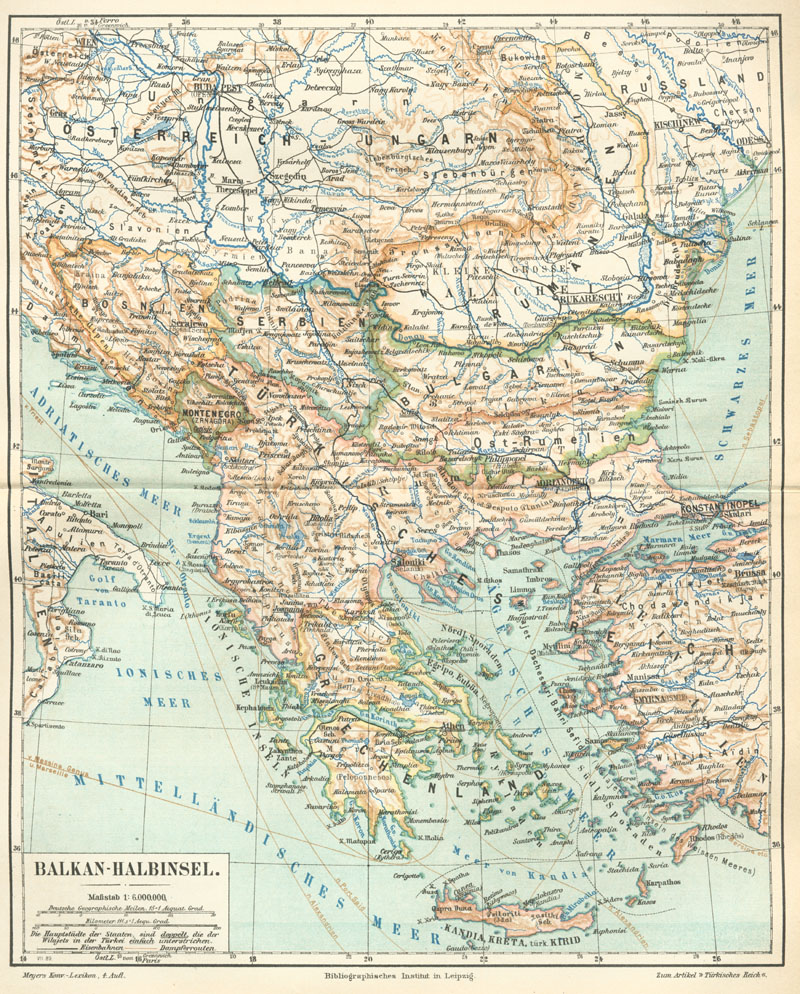
Der Balkan um 1888

Erst 70 Jahre nach Sarajevo fiel Bihać als letzte bosnische Stadt. Bosnien wurde damit zu einem osmanischen Sandschak, Eyâlet bzw. Vilâyet (Provinz). Nach der Reconquista in Spanien siedelten sich auch vertriebene sephardische Juden in Bosnien an.
Mit der Rückeroberung Südungarns und Slawoniens durch Prinz Eugen wurde das Land zur Grenzzone. Österreichische Truppen versuchten mehrmals, auch Bosnien zu erobern, was aber scheiterte, so dass sich die Savegrenze stabilisieren konnte. Allerdings zerstörte Prinz Eugen bei einem Feldzug Sarajevo.
Bosnien war eine der wichtigsten Provinzen des Osmanischen Reiches, da es die europäische Grenze des Reiches schützte. Der bosnische Beylerbey, Statthalter des Sultans, war wie kein anderer Statthalter mit unumschränkter Gewalt ausgestattet. Die Statthalter Bosniens gehörten neben dem Sultan zu den mächtigsten Männern des Reiches. Der Titel des Beylerbey war neben den bosnischen Statthaltern nur wenigen anderen Statthaltern des Reiches vorbehalten. Während der osmanischen Zeit erreichte Bosnien eine zweite, orientalische Blüte; es ging vollends auf in der Kultur des Osmanischen Reiches und viele Männer aus Bosnien und der Herzegowina erwarben hohe Würden am Hofe des Sultans und wurden zu Militärführern, Diplomaten und Großwesiren des Reiches.

### Österreich-Ungarn

Flagge Bosniens 1864–1908

1878 wurde Bosnien österreichisch-ungarischer Finanzverwaltung unterstellt (Kondominium), während es bis 1908 formell weiterhin dem Osmanischen Sultan unterstand. In dieser Zeit wurde der Begriff Bosnien und Herzegowina (Bosna i Hercegovina) geprägt. 1908 annektierte Österreich-Ungarn Bosnien-Herzegowina und löste damit die Bosnische Annexionskrise aus. Das Attentat von Sarajevo 1914 durch Mitglieder der Studentenbewegung Mlada Bosna, unter anderem Gavrilo Princip, und der serbischen Widerstandsgruppe Schwarze Hand wurde von Österreich-Ungarn mit einem Ultimatum und schließlich einer Kriegserklärung gegenüber dem Königreich Serbien beantwortet, was wegen der Garantien der damaligen Großmächte untereinander und gegenüber kleineren Staaten zum Ersten Weltkrieg führte.